# 佐々木宗啓
佐々木 宗啓（ささき むねひら、1963年1月8日 - ）は、日本の裁判官、法務官僚。法務省大臣官房司法法制部参事官や、仙台地方裁判所所長等を経て、東京高等裁判所部総括判事。

## 人物・経歴
東京都出身。中央大学法学部卒業、同大学院修士課程修了。大阪地方裁判所判事補、前橋地方裁判所判事補、東京地方裁判所判事補、釧路地方裁判所判事、東京地方裁判所判事、司法研修所教官、法務省大臣官房司法法制部参事官、東京高等裁判所判事、仙台高等裁判所判事、仙台高等裁判所事務局長、東京地方裁判所部総括判事等を経て、2017年から文部科学省研究開発局原子力損害賠償紛争和解仲介室長を務め、原子力損害賠償紛争解決センターでの福島第一原子力発電所事故和解仲介手続きに従事。2021年東京高等裁判所判事。同年盛岡地方裁判所所長、盛岡家庭裁判所所長。2022年仙台地方裁判所所長。2024年東京高等裁判所部総括判事。

## 裁判
- 定年退職後に再雇用された嘱託社員のトラック運転手が、定年前に比べ給与が下がったとして訴えていた事件で、「業務内容が同じなのに賃金が異なるのは不合理」として、労働契約法違反を認定し、正社員との賃金の差額を支払うように命じた[9]。
- コナミスポーツクラブで支店長を務めていた女性が、残業代の支払いなどを求めた訴訟で、裁量が少なく管理監督者とはいえない「名ばかり管理職」であったと認定し、残業代及び労働基準法違反に伴う付加金の支払いを命じた[10]。
- 旧統一教会の二世が教団に与えられた名を名乗るのは精神的に苦痛として氏名変更を求めた東京高等裁判所への抗告事件で「精神的苦痛は主観的な感情にとどまる」などとして申立を棄却した[11]。

## 編著書
- 『逐条解説預金保険法の運用』金融財政事情研究会2003年
- 『類型別労働関係訴訟の実務』（清水響, 吉田徹, 伊藤由紀子, 遠藤東路, 湯川克彦と共編著）青林書院2017年